# Arnulfo de Metz
Arnulfo de Metz (cerca del río Mosela, 31 de agosto de 582-Remiremont, 18 de julio de 640), conocido como san Arnulfo de Metz, fue un obispo franco y consejero e intendente del palacio de los merovingios de Austrasia, cargo al que renunció para abrazar la vida eremítica. Es  venerado como santo tanto por la Iglesia católica como por la Ortodoxa.

## Biografía
Sus padres pertenecía a una familia distinguida franca. En la escuela fue sobresaliente por su talento, virtudes y buena conducta. Su genealogía es debatida, pero parece cierto que fuera hijo de Bodogisel (hipótesis de Fontenelle) o de Arnoaldo, su predecesor en la sede episcopal. 
En su juventud, Arnulfo de Metz entró al servicio de la corte de Austrasia bajo la regencia Brunegilda y más tarde del rey Teodeberto II. Bajo la guía de Gondulfo , el alcalde del palacio, pronto se convirtió en un hábil oficial entre los ministros del rey, por lo que le encargaron el cuidado de seis provincias diferentes. 
Arnulfo tuvo dos hijos de la aristocrática Doda: Ansegisel (602-679), Mayordomo Real de Sigeberto III y padre de Pipino de Heristal; y Clodulfo de Metz (605-697), que le sucedió como obispo y es también venerado como santo por la Iglesia Católica.
Junto a Pipino de Landen, fue uno de los protagonistas de las revueltas (613) que acabaron con el poder de Brunegilda y entronizó a Clotario II, soberano que le confió la educación de su hijo Dagoberto I, al cual sirvió como consejero a partir del año 623. A pesar de los disfrutes mundanos, nunca se olvidó de los asuntos espirituales.
Al quedar vacante la sede episcopal de Metz, fue consagrado sacerdote y luego en 612, fue designado como obispo de Metz, capital del Reino de Austrasia. Fue un ferviente cristiano, probablemente en contacto con los monjes irlandeses que recorrían la región de los Vosgos. Desde esta posición, Arnulfo demostró una ejemplaridad que le valió la fama de hombre sabio y santo. Participó en 625 en el concilio de Reims. En 626 obtuvo la designación de la oficina episcopal de Metz. 
Tras 15 años como obispo en el año 627 se retiró al monasterio de Remiremont, junto con su amigo Romarico, donde vivió en comunión con Dios, donde murió el 18 de julio de 641, y fue enterrado por su amigo Romarico. Posteriormente, su cuerpo fue trasladado a Metz, donde yace en la Basílica de Metz dedicada a él y venerado como patrón.

## Trascendencia histórica
San Arnulfo dedicó gran parte de sus esfuerzos a prevenir a la gente de la época y a los miembros de su feligresía sobre los peligros, a menudo mortales, de beber agua contaminada, ya que frecuentemente sucedía que los pozos estaban contaminados, sugiriendo en su lugar la bebida de la cerveza fermentada. A la postre y por sus milagros se convirtió en el patrono de los cerveceros.
Del matrimonio de su hijo Ansegisel con Bega, hija de Pipino de Landen, nace Pipino de Heristal, bisabuelo de Carlomagno, es decir que en él se encuentra uno de los orígenes de la Dinastía Carolingia. Por esta vía, es antepasado de buena parte de los monarcas europeos, como Hugo Capeto, Enrique VIII de Inglaterra y Luis XIV de Francia; y en la actualidad, Carlos III del Reino Unido, Felipe VI de España, Federico X de Dinamarca, Carlos XVI Gustavo de Suecia y  Harald V de Noruega son lejanos descendientes de Arnulfo de Metz. Esta genealogía es clave para las reconstrucciones prosopográficas que hace Christian Settipani buscando encontrar linajes ancestrales.

### Los tres milagros de Arnulfo de Metz
El primero de los milagros ocurre cuando Arnulfo lanzó su anillo de obispo al río Mosela, atormentado por las guerras y sus pecados, rogándole a Dios que se lo devolviera en caso de absolución. Años más tarde, un pescador llevó un pez a la cocina del obispado, dentro del cual se encontró el anillo. Este se conserva en la catedral de Metz.
El segundo milagro ocurrió cuando decidió renunciar como Obispo. En ese momento, se produjo un incendio en los sótanos del Palacio Real que amenazaba con extenderse a la ciudad de Metz. El amor a su pueblo y su coraje hizo que se pusiese frente al fuego pronunciando la frase «Si Dios quiere que me consuma, estoy en sus manos». El incendio se detuvo de inmediato.
Y el tercer milagro, que lo convertiría en santo patrono de los cerveceros: Tras su fallecimiento, los habitantes de Metz pidieron que su cuerpo fuese trasladado de nuevo a su ciudad para ser enterrado en su iglesia. El camino que llevaría de vuelta a san Arnulfo era demasiado largo, por lo que se decidió parar la procesión ceremonial en la ciudad de Champigneulles, Francia. Los fieles que pretendieron adquirir cervezas en una taberna se encontraron con que sólo quedaba un tarro, que tendrían que repartir entre todos. Pero, para su asombro, el tarro de cerveza nunca se terminaba, por lo que todos y cada uno de ellos pudieron saciar su sed.